# La Séguinière
La Séguinière ist eine französische Gemeinde mit 4.199 Einwohnern (Stand: 1. Januar 2022) im Département Maine-et-Loire in der Region Pays de la Loire. Sie gehört zum Arrondissement Cholet und ist Mitglied im Gemeindeverband Cholet Agglomération. Die Einwohner werden Zignérais und Zignéraises genannt.
Die Gemeinde erhielt 2023 die Auszeichnung „Zwei Blumen“, die vom Conseil national des villes et villages fleuris (CNVVF) im Rahmen des jährlichen Wettbewerbs der blumengeschmückten Städte und Dörfer verliehen wird.

## Geografie

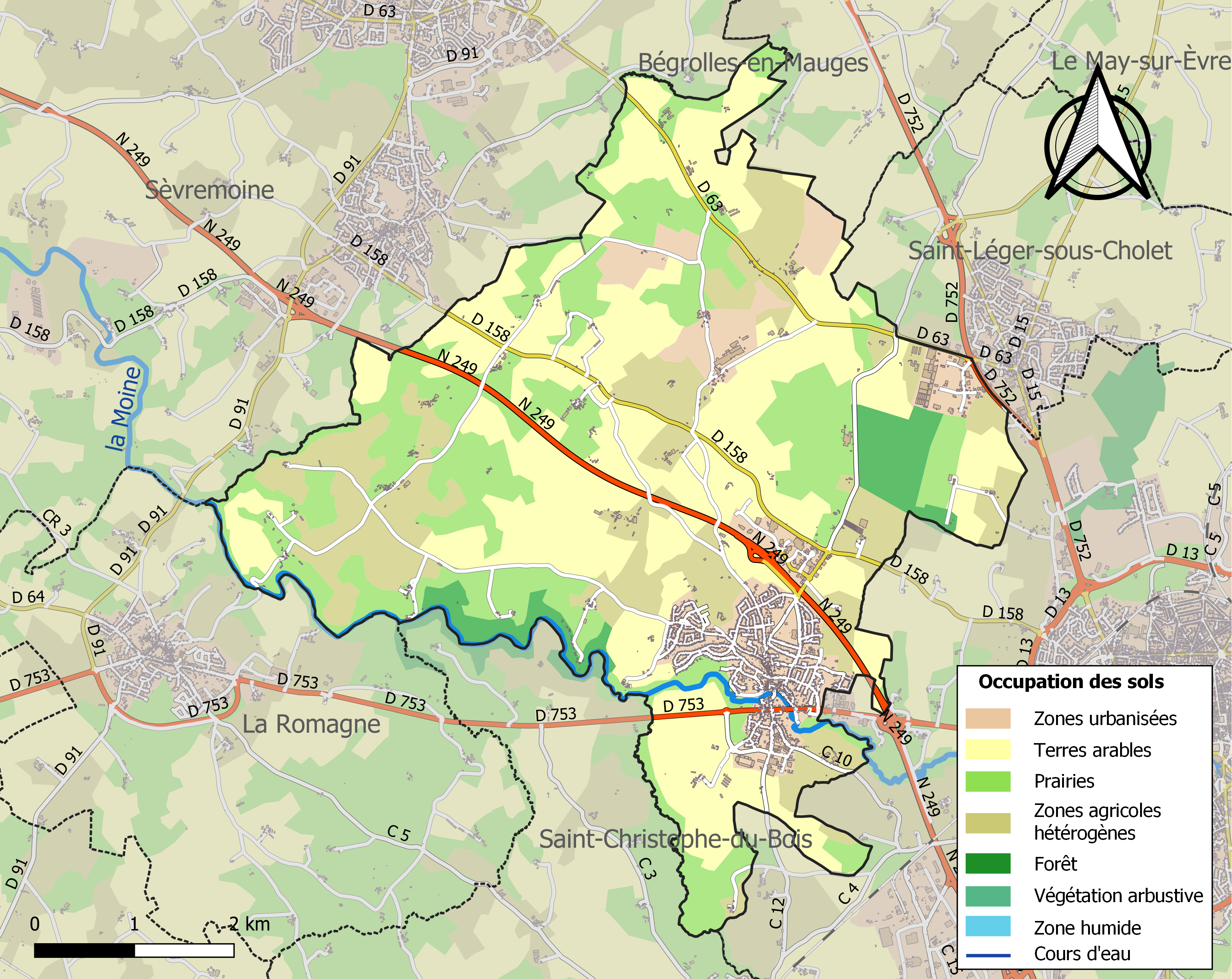
Bodennutzung, Hydrografie und Infrastruktur der Gemeinde (2018)

La Séguinière liegt etwa 4,5 Kilometer westlich von Cholet und etwa 50 Kilometer ostsüdöstlich von Nantes in der Région naturelle Mauges und im Südwesten  der historischen Provinz Anjou. Die Gemeinde befindet sich im Einzugsgebiet der Loire und wird der Moine, vom Flüsschen Laca, vom Ruisseau du Laca, vom zeitweise trockenfallenden Ruisseau de Passe-Gain, vom zeitweise trockenfallenden Ruisseau  de Laveau, vom Ruisseau de la Bégaudière, vom zeitweise trockenfallenden Flüsschen Avresne, vom Ruisseau de l’Épinette, vom Ruisseau de la Forêt, vom Ruisseau de la Petite Morinière, vom Ruisseau de la Ferchaudière, vom Ruisseau de la Copechanière und verschiedenen kleineren Bächen entwässert. Die Moine durchquert das südliche Gemeindegebiet von Ost nach West und begrenzt es im weiteren Verlauf im Südwesten.
Teile des Gebiets von La Séguinière gehören zu den ZNIEFF-Naturzonen „Vallée de la Moine“ (520004458) und „Vallée et côteau de la Moine entre le Bouchot et le pont de la Crépellière“ (520016109). Etwa 84 % der Fläche der Gemeinde werden landwirtschaftlich genutzt, der Anteil an bebauter Fläche beträgt etwa 6 %, der an Waldflächen 4 %.
Umgeben wird La Séguinière von den Nachbargemeinden Bégrolles-en-Mauges im Norden, Saint-Léger-sous-Cholet im Nordosten, Cholet im Osten, Saint-Christophe-du-Bois im Süden, La Romagne im Südwesten sowie Sèvremoine im Westen und Nordwesten.

## Bevölkerungsentwicklung

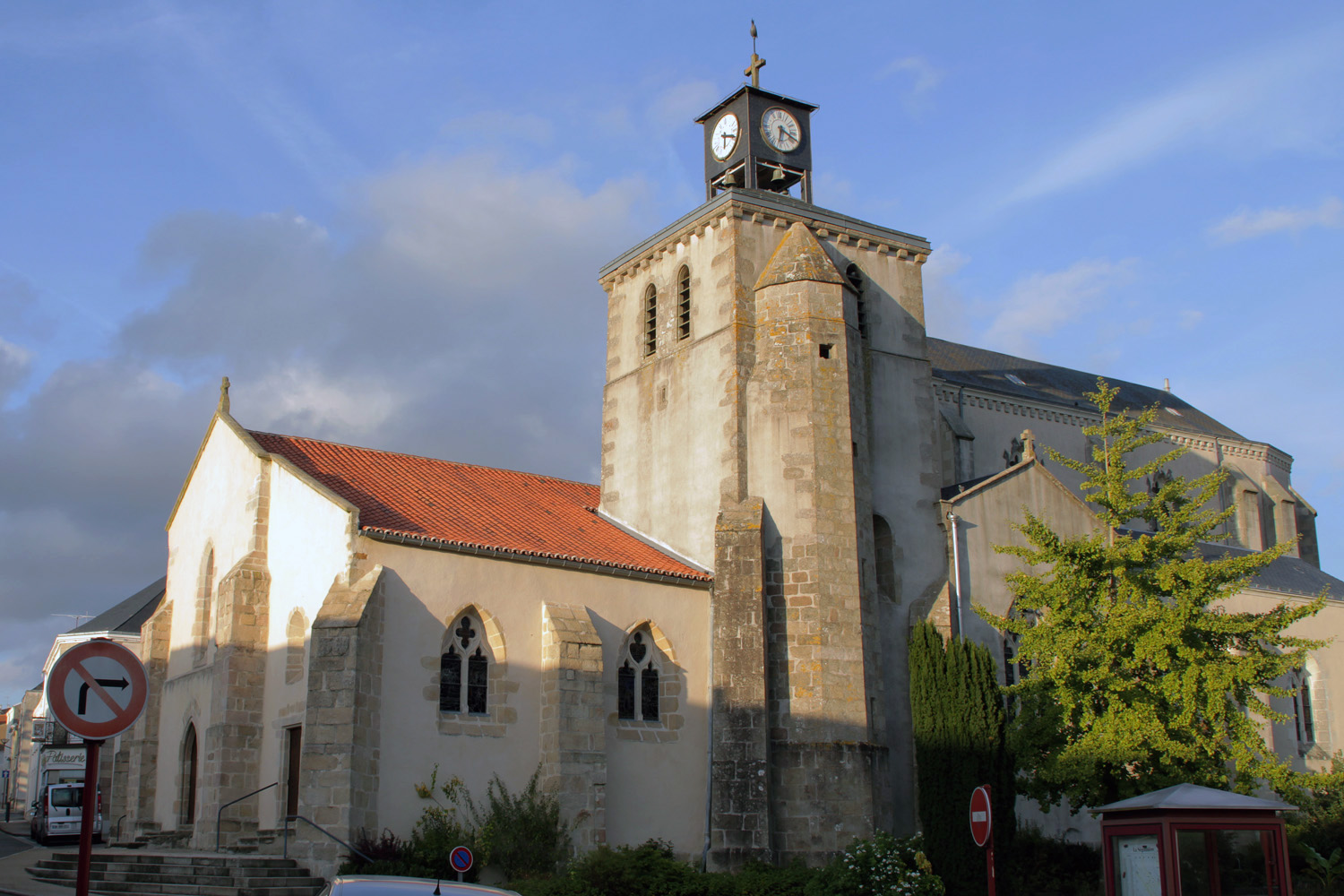
Pfarrkirche Notre-Dame

| Jahr                       | 1962 | 1968 | 1975 | 1982 | 1990 | 1999 | 2006 | 2013 | 2020 |
| Einwohner                  | 1593 | 1672 | 2225 | 3108 | 3482 | 3506 | 3630 | 3967 | 4212 |
| Quellen: Cassini und INSEE |      |      |      |      |      |      |      |      |      |

## Sehenswürdigkeiten
- Pfarrkirche Notre-Dame, vermutlich aus dem 16. Jahrhundert, seit 1986 als Monument historique eingeschrieben
- Kapelle Notre-Dame-de-Toute-Patience aus dem 15. und 16. Jahrhundert
- Herrenhaus La Marche aus dem 15. und 16. Jahrhundert
- Herrenhaus La Renolière aus dem 15. und 16. Jahrhundert
- Herrenhaus von Beaucou, vermutlich aus dem 16. Jahrhundert
- Herrenhaus von La Forêt aus dem 16. Jahrhundert
- Haus, genannt „Logis de la Marche“, vermutlich aus der zweiten Hälfte des 16. Jahrhunderts
- Windmühle im Weiler La Chapelière, vermutlich aus dem 16. Jahrhundert
- Brücke über die Moine, genannt „Le Vieux-Pont“, aus dem 14. oder 15. Jahrhundert
- Urgeschichtlicher Megalith. genannt „Le rouler des Châteliers“

## Verkehr
Die autobahnähnlich ausgebaute Route nationale 249 von Nantes nach Bressuire über Cholet durchquert das Gebiet der Gemeinde von Nordwest nach Südost mit einer Anschlussstelle nördlich des Zentrums und einer weiteren an der Grenze zu Cholet. Die Departementsstraße D 753, die ehemalige Route nationale 753, führt von Cholet über La Séguinière nach Saint-Jean-de-Monts im Westen. Die Departementsstraße D 153 verbindet die Gemeinde im Norden mit Cholet im Osten und dem Ortsteil Saint-André-de-la-Marche von Sèvremoine im Nordwesten. Eine Buslinie der Transportgesellschaft Choletbus des Gemeindeverbands verbindet die Gemeinde mit Cholet und mit La Romagne.